# Chanfaina
La chanfaina è una ricetta tradizionale spagnola (regioni di Extremadura, Salamanca, Zamora, León e Palencia) che, come la paella, ammette diversi ingredienti e forme di preparazione. Gli ingredienti basici sono: carne di agnello, zampette di agnello, sangue cotto, cipolla, aglio, alloro e peperoncino.
Dopo la conquista spagnola delle americhe, i piatti della tradizione iberica vennero adottati nel nuovo continente, adattando gli ingredienti a quelli disponibili. Venne importata nel nord dell'Argentina (particolarmente a Tucumán, Salta e Jujuy) sin dal secolo XVI: in questa variante si condisce con peperoni, peperoncino, e patate. Compare anche nella zona andina dell'Ecuador, dove si prepara con le viscere del maiale, riso, cipolla, aglio, prezzemolo, coriandolo e patata tritata finemente. In alcune zone della Bolivia e nel Perù, dove esiste una variazione chiamata chanfainita che si prepara con polmone di manzo e viscere di agnello. Nel sud del Messico (Chiapas/Oaxaca) si prepara con carne vaccina al posto dell'agnello.